# 亞布拉尼察鄉
亞布拉尼察鄉（羅馬尼亞語：Comuna Iablanița, Caraș-Severin），是羅馬尼亞的鄉份，位於該國西南部，由卡拉什-塞維林縣負責管轄，面積116平方公里，海拔高度259米，2007年人口2,416，人口密度每平方公里21人。